# 小行星2771
小行星2771（2771 Polzunov）是一颗围绕太阳公转的小行星。1978年9月26日，柳德米拉·朱拉夫寥娃在克里米亚发现了此天体。
該小行星以俄羅斯發明家伊凡·波爾祖諾夫命名。
这颗小行星的绝对星等为115.57517476等。